# Ruskind
Ruskind er en type læder med en ru, opkradset overflade, der bruges til jakker, sko, håndtasker, møbler og andre ting. Den engelske ord "suede" kommer fra det franske "gants de Suède", der betyder "svenske handsker".
Ruskindslæder fremstilles af undersiden af skindet, primært fra lam, selvom ged-, kalv- og hjorteskind også bruges. Kløvet skind fra ko og hjort er også ruskind, men er som følge af fibrene mere slaskede. Da ruskind ikke har den hårde overflade fra læderet, er det mindre holdbart, men samtidig blødere end normalt læder. Dens bløde overflade, tykkelse og smidighed gør det anvendeligt til tøj og små ting; ruskind blev oprindeligt brugt til damehandsker. Ruskindslæder er også populært til indtræk, sko, tasker og andet tilbehør, og som for i andre læderprodukter. Som følge af ruskinds tekstur og åbne porer kan det ofte blive beskidt hurtigt og absorbere vand og andre væsker.

## Alternativer til ruskind
Tekstiler fremstilles ofte med den opkradsede og ru overflade, som ruskind har. Disse produkter giver et lignende udseende og overflade som ruskind, men kan have fordele som eksempelvis større modstandsdygtighed overfor vand og snavs, og kan appellere til kunder der ønsker ikke-animalske produkter.